# Географія Уганди
Уганда — східноафриканська країна, що знаходиться в центральній частині континенту на північ від озера Вікторія . Загальна площа країни 241 038 км² (81-ше місце у світі), з яких на суходіл припадає 197 100 км², а на поверхню внутрішніх вод — 43 938 км². Площа країни трохи більша за ⅓ площі території України. 

## Етимологія
Офіційна назва — Республіка Уганда, Уганда (англ. Republic Uganda, Uganda). Назва країни успадкована від доколоніального королівства XVIII-XIX століть Буґанда, що об'єднувало 52 місцевих клани народу баґанда. Уперше назва Уганда була застосована британськими урядовцями 1894 року. Баґанда скорочено від Баґанда Ба Катонда, що означає брати і сестри Бога. Ця назва походить з космологічної міфології, згідно з якою Бог неба — батько всіх баґанда, а люди між собою брати і сестри. Можливе також пояснення утворення топоніму з мови суахілі, де префікс «у-» позначає території, а «ґанда» — одна з назв народу баґанда, тобто Уґанда — земля народу ґанда (подібно до ухінді — Індія).

## Географічне положення

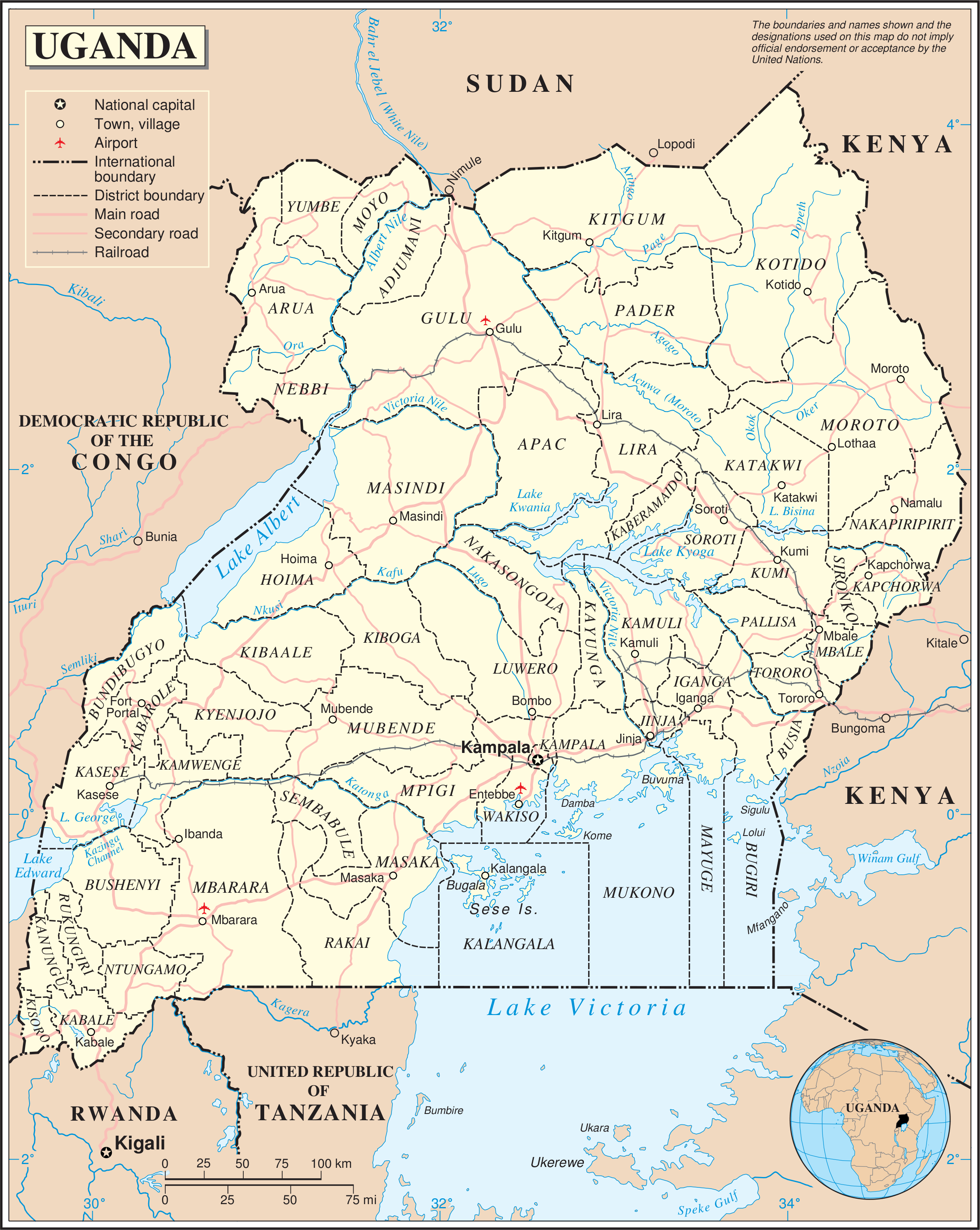
Карта Уганди від ООН

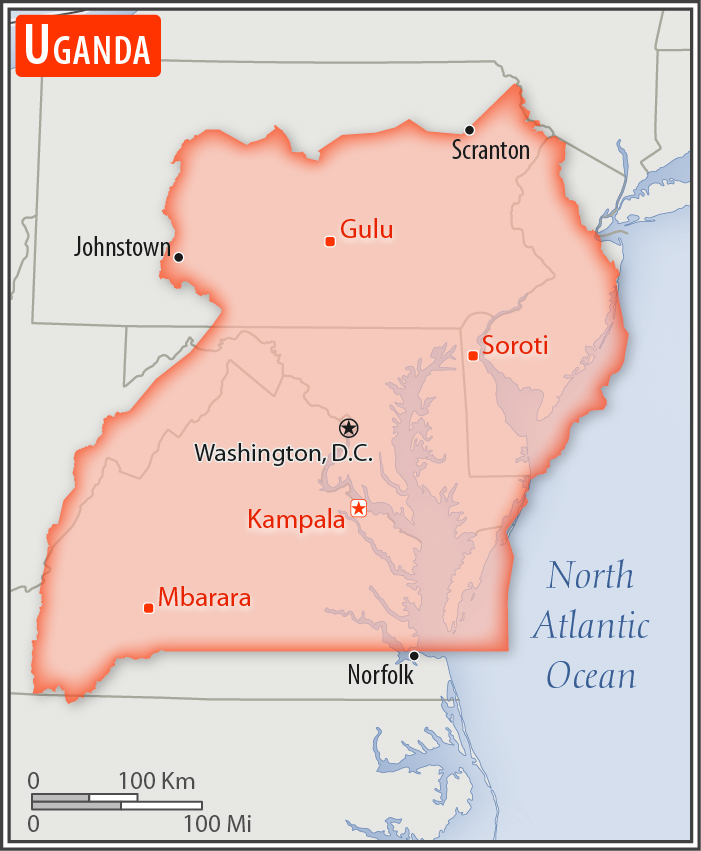
Порівняння розмірів території Уганди та США

Уганда — східноафриканська країна, що межує з п'ятьма іншими країнами: на півночі — з Південним Суданом (спільний кордон — 475 км), на сході — з Кенією (814 км), на півдні — з Руандою (172 км),Танзанією (391 км), на заході — з ДР Конго (877 км). Загальна довжина державного кордону — 2729 км. Країна не має виходу до вод Світового океану.

### Час
Час в Уганді: UTC+3 (+1 година різниці часу з Києвом).

## Рельєф
Середні висоти — дані відсутні; найнижча точка — уріз води озера Альберт (621 м); найвища точка — пік Маргеріта на горі Стенлі (5110 м). Країна знаходиться в межах Сх.-Африканського плоскогір'я. У рельєфі переважають піднесені рівнини висотою 1100—1500 м. Майже з усіх сторін Уганду оточують гори: на сході, на кордоні з Кенією, підноситься гора Елгон (4321 м); на півночі на територію країни заходять південні відроги гір Іматонг (Лолібай); на південному заході, на кордоні з Руандою і ДР Конго розташовані вулкани Вірунга (Буфумбіра). Найбільші брилові гори — Рувензорі — підіймаються вздовж західного кордону. Розташовані вони фактично на екваторі, але їхні вершини вкриті снігом; багато які з них перевищують відмітку 4550 м, включаючи найвищу точку країни. За винятком гір Рувензорі, всі інші гори Уганди мають вулканічне походження.

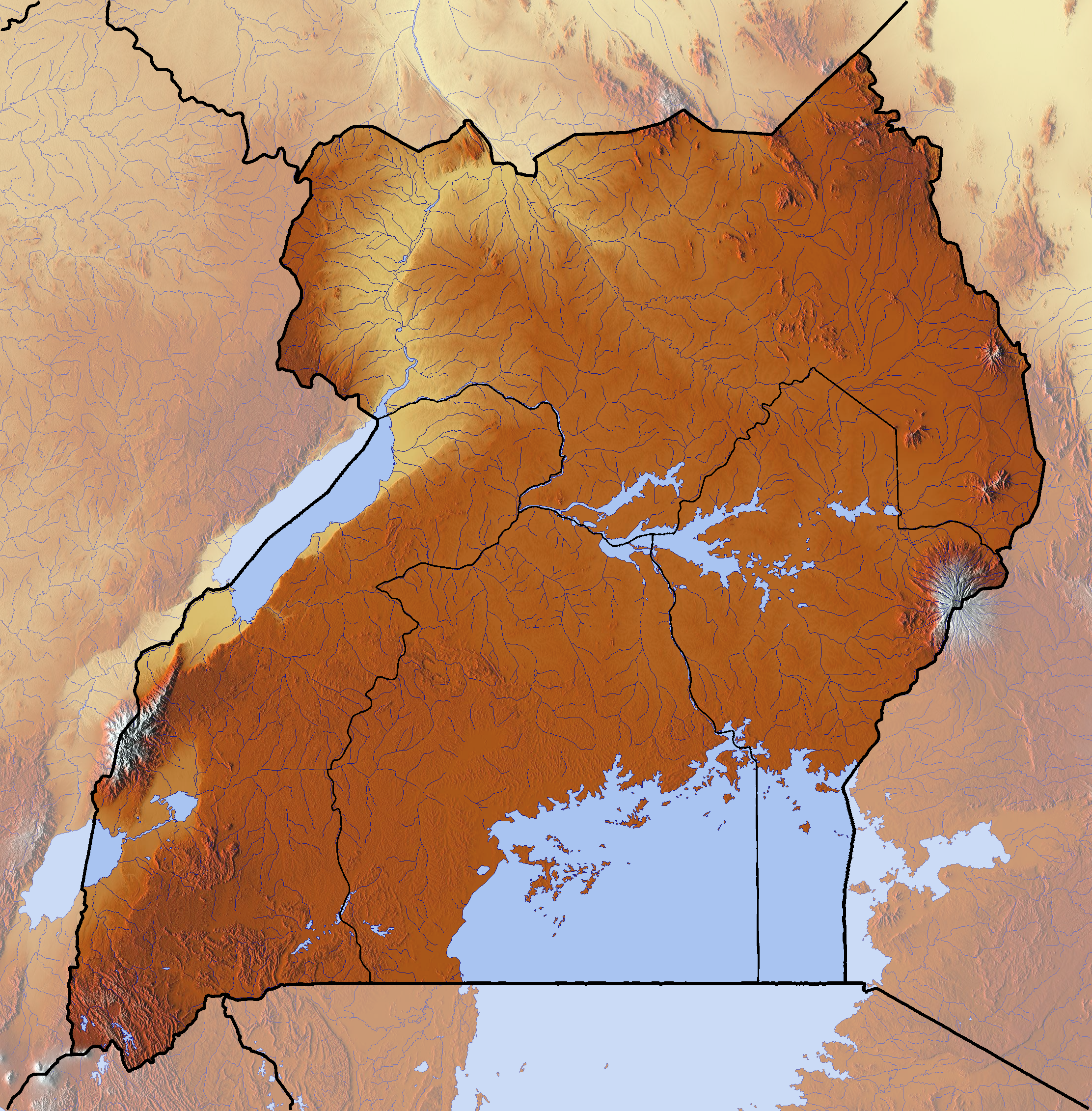
Рельєф Уганди
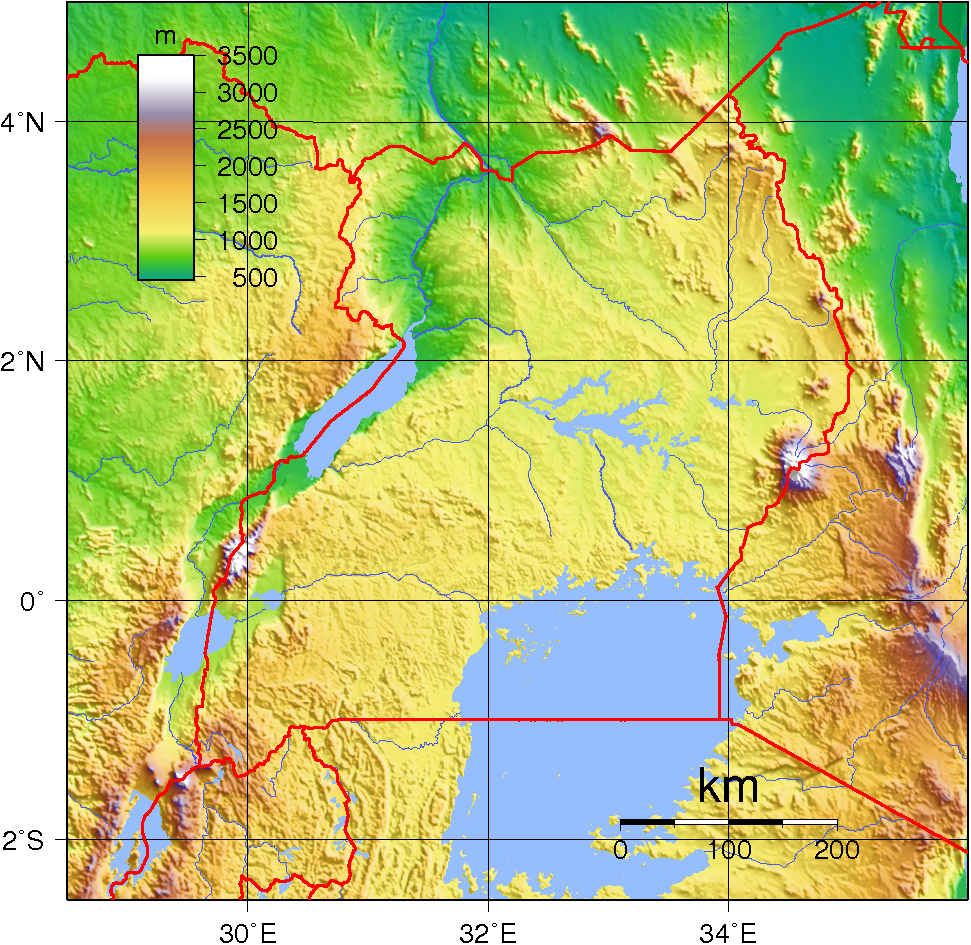
Гіпсометрична карта Уганди
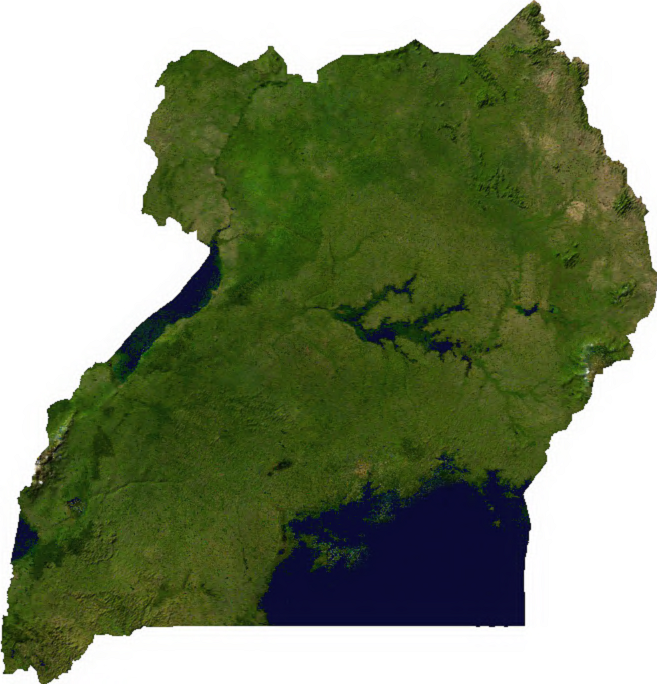
Супутниковий знімок поверхні країни
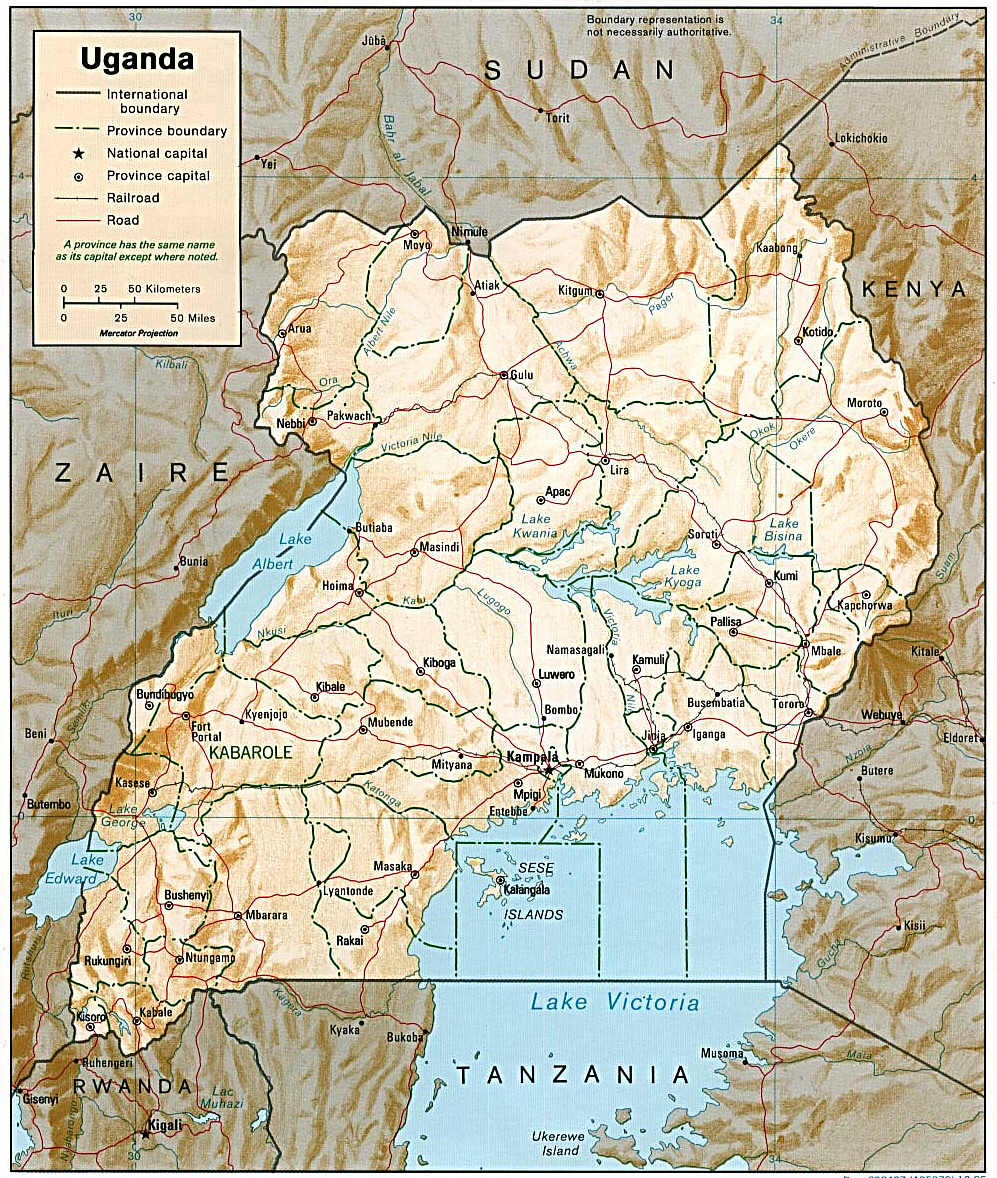
Карта країни (англ.)
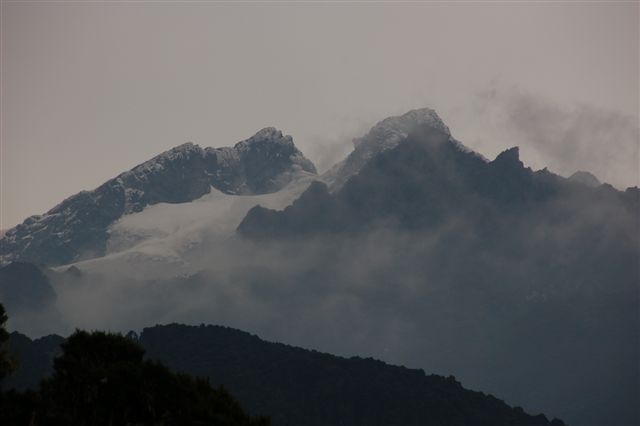
Гора Стенлі
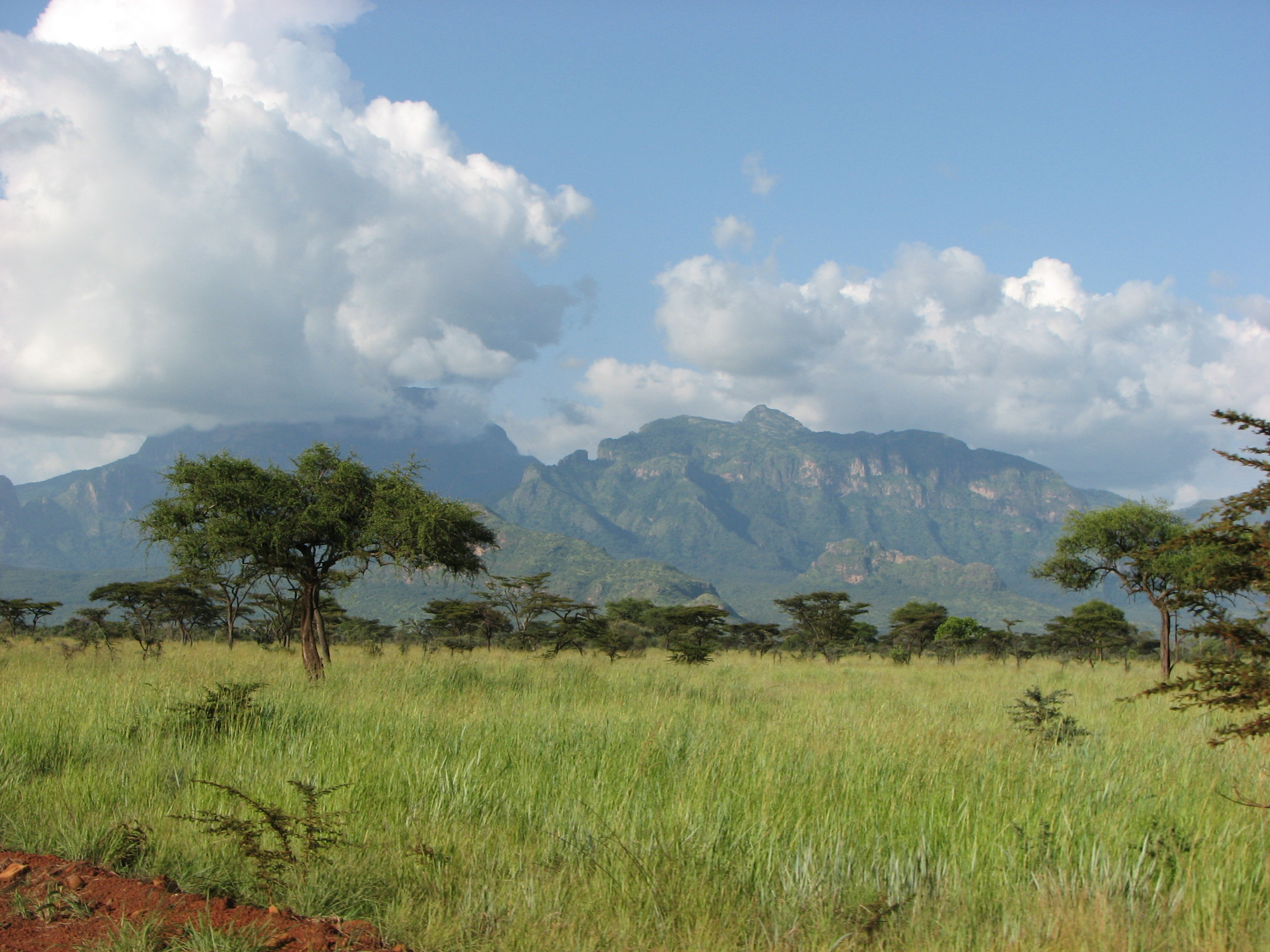
Гора Кадам

## Клімат
Територія Уганди лежить у субекваторіальному кліматичному поясі. Влітку переважають екваторіальні повітряні маси, взимку — тропічні. Влітку вітри дмуть від, а взимку до екватора. Сезонні амплітуди температури повітря незначні, зимовий період не набагато прохолодніший за літній. Взимку відзначається сухий сезон.

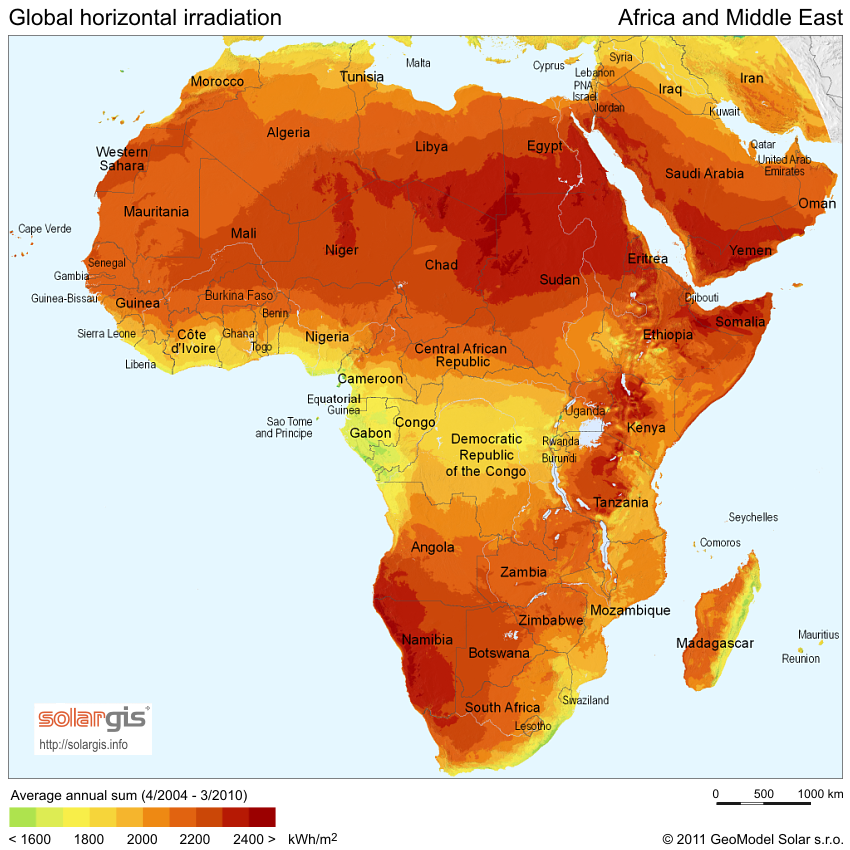
Сонячна радіація (англ.)
Кліматична карта Уганди (за Кеппеном)

Уганда є членом Всесвітньої метеорологічної організації (WMO), в країні ведуться систематичні спостереження за погодою.

## Внутрішні води

Гідрографічна мережа Уганди
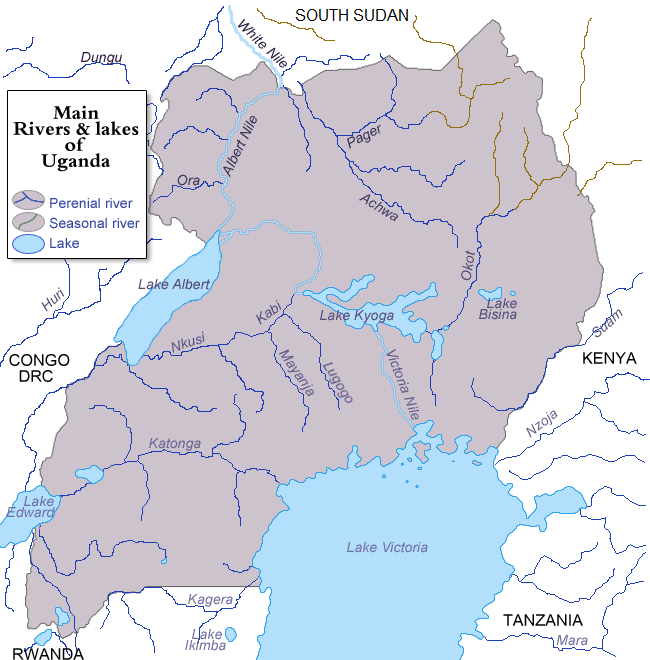
Головні гідроніми (англ.)
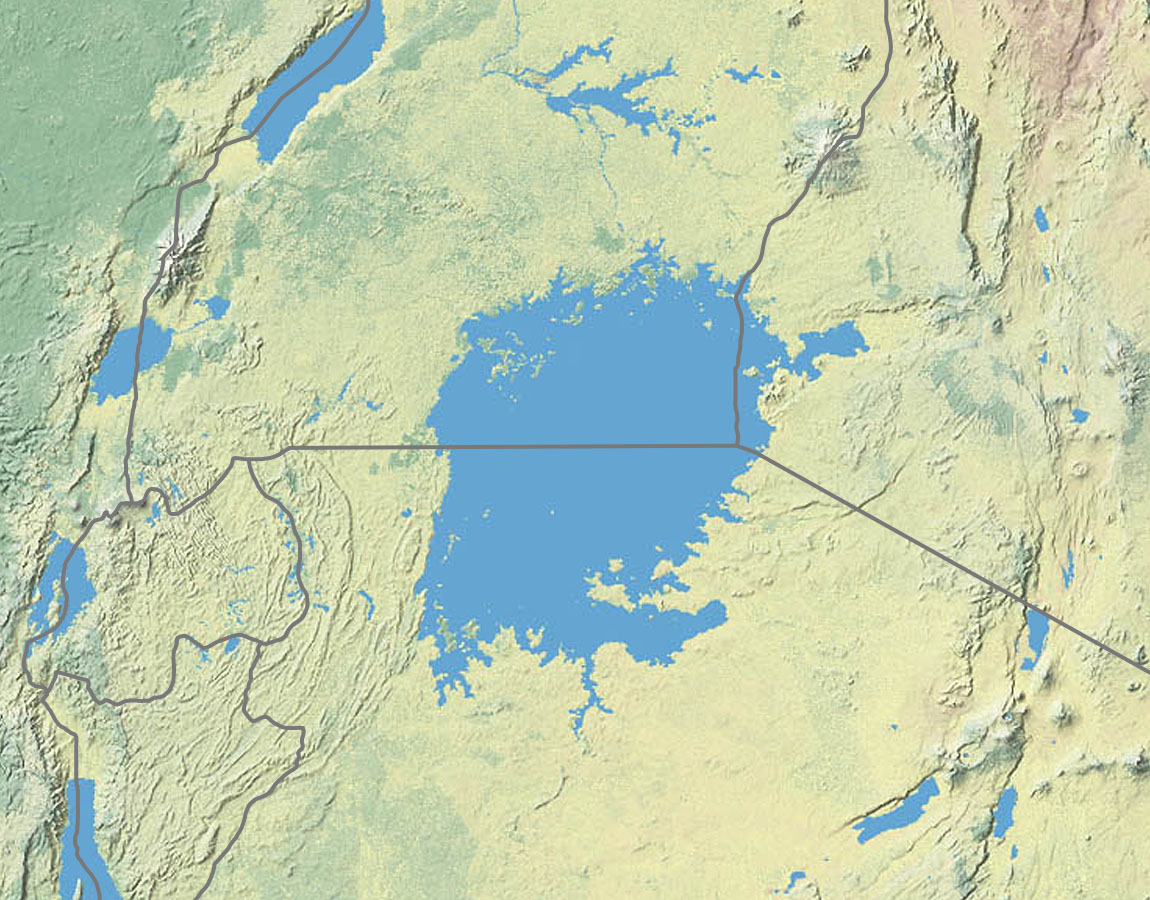
Сточище озера Вікторія
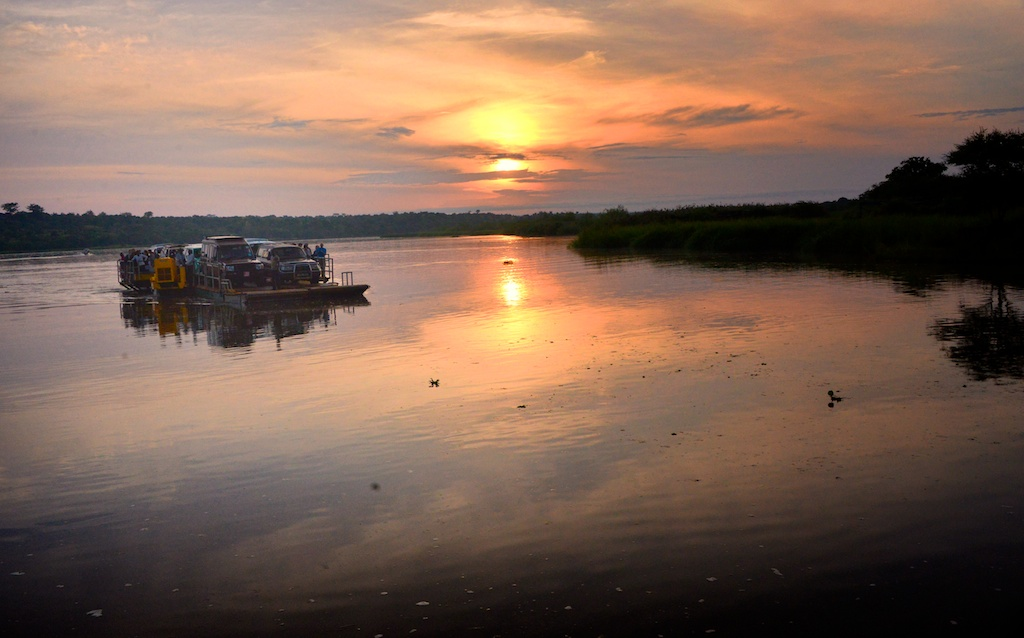
Пором на озері Альберт

### Річки
Річки країни належать басейну Середземного моря Атлантичного океану — басейн Нілу. З озера Вікторія в районі Джінджі бере початок одне з джерел Нілу — Вікторія-Ніл. Спрямовуючись на північ, він долає декілька порогів і водоспадів і озера Кьога і Альберта, а далі тече під назвою Альберт-Ніл і перетинає кордон з Суданом. Інші річки — Асва, Допет, Кафу, Кагера, Катонга, Маянджа, Малаба і Пагер.

### Озера
Велике озеро Вікторія (друге за розмірами у світі прісноводне озеро, 69,5 тис. км²). Серед інших — озера Альберт (5,6 тис. кв. км), Едуард і Джордж на заході, Кьога і Кваніа із заболоченими берегами в центрі та Бісіна і Опета на сході.

## Тваринний світ
У зоогеографічному відношенні територія країни відноситься до Східноафриканської підобласті Ефіопської області.

## Стихійні природні явища
На території країни спостерігаються стихійні природні явища: 
- потенційні несприятливі метеорологічні умови[1].

## Природні ресурси

### Мінеральні ресурси
Надра Уганди багаті на ряд корисних копалин: мідь, кобальт, вапняк, кам'яну сіль, золото.

### Водні ресурси
Загальні запаси відновлюваних водних ресурсів (ґрунтові і поверхневі прісні води) становлять 66 км³. Станом на 2012 рік в країні налічувалось 140 км² зрошуваних земель.

### Земельні ресурси
Земельні ресурси Уганди (оцінка 2011 року):
- придатні для сільськогосподарського обробітку землі — 71,2 %,
  - орні землі — 34,3 %,
  - багаторічні насадження — 11,3 %,
  - землі, що постійно використовуються під пасовища — 25,6 %;
- землі, зайняті лісами і чагарниками — 14,5 %;
- інше — 14,3 %[1].

## Охорона природи
Серед екологічних проблем варто відзначити:
- осушення водно-болотних угідь на потребу сільського господарства;
- знеліснення;
- перевипасання;
- ерозію ґрунтів;
- інвазію водяного гіацинту (Eichhornia crassipes) в озері Вікторія;
- широко поширене браконьєрство.

Уганда є учасником ряду міжнародних угод з охорони навколишнього середовища:
- Конвенції про біологічне різноманіття (CBD),
- Рамкової конвенції ООН про зміну клімату (UNFCCC),
- Кіотського протоколу до Рамкової конвенції,
- Конвенції ООН про боротьбу з опустелюванням (UNCCD),
- Конвенції про міжнародну торгівлю видами дикої фауни і флори, що перебувають під загрозою зникнення (CITES),
- Базельської конвенції протидії транскордонному переміщенню небезпечних відходів,
- Конвенції з міжнародного морського права,
- Конвенції з охорони морських живих ресурсів,
- Монреальського протоколу з охорони озонового шару,
- Рамсарської конвенції із захисту водно-болотних угідь[11].

Урядом країни підписані, але не ратифіковані міжнародні угоди щодо: Конвенції про заборону військового впливу на природне середовище (ENMOD).

## Фізико-географічне районування
Територія країни розташована в зоні переходу від екваторіальних до саванових ландшафтів і характеризується складною орографією, густою озерно-річковою мережею та різноманітними ґрунтово-рослинними комплексами. Загалом Уганда лежить у межах Східноафриканської плоскогірної фізико-географічної країни, де поширені два типи ландшафтів: 1 — вологі північноафриканські саванові; 2 — тропічні і субекваторіальні вологолісові. Останні представлені 3 групами ландшафтів: 1 — високі цокольні рівнини на кристалічній основі Африканської платформи; 2 — ступінчасті столові нагір'я на палеозойських недислокованих континентальних відкладах; 3 — цокольні глибові нагір'я на кристалічній основі Африканської платформи.
Територію Уганди можна поділити на 5 фізико-географічної областей:
- Північна саванова область (рельєф представлений хвилястим плато висотою 900—1200 м; клімат посушливий субекваторіальний; ґрунти червоно-коричневі та піщані; у рослинному покриві переважають сухі савани з акаціями і трав'янисті угруповання);
- Центральне плато та басейн озера Кйога (область розташована на північ від озера Вікторія, центральну частину займає мілководне та заболочене озеро Кйога; плато складається з давніх вивітрілих гірських порід висотою до 1000—1300 м;  клімат екваторіальний, помірно вологий; переважають червоно-бурі та фералітні ґрунти; природна рослинність представлена мозаїкою саван, чагарників і вторинних лісів; значні площі займають сільськогосподарські угіддя);
- Західна рифтова область (основу складають глибокі тектонічні западини, де розміщені озера Альберт, Едвард і Джордж, з'єднані численними річками та болотами; над западинами піднімаються виражені уступи, а також вулканічні масиви на кордоні з Демократичною Республікою Конго; клімат теплий і вологий на низинах, але прохолодніший на висотах; відносно добре збереглися субекваторіальні природні ландшафти, що сприяло створенню кількох національних парків);
- Східні вулканічні нагір'я (область охоплює гірські масиви Рувензорі, Елгон, Кагера;  хребет Рувензорі є найвищим (до 5109 м, пік Маргарита), відомий своїми льодовиками та альпійськими ландшафтами; на сході розташована гора Елгон — згаслий вулкан висотою 4321 м; рельєф представлений крутими гірськими схилами, глибокими ущелинами, бурхливими річками з водоспадами; клімат різко змінюється з висотою — від вологих тропічних лісів у підніжжях до гірської тундри у верхньому поясі; ґрунти вулканічні, родючі; збереглися гірські ліси, у тому числі бамбукові, у висогір'ях — альпійські луки);
- Південна озерно-лісова область (озеро Вікторія та прилеглі території — хвилясті рівнини  з висотами до 1200 м; клімат вологий екваторіальний із значним пом'якшувальним впливом озера Вікторія; рослинність представлена густими вологими тропічними лісами на червоноземах і фералітних ґрунтах; у прибережних районах поширені болота; область характеризується високим рівнем біорізноманіття).

### Українською
- Атлас світу / голов. ред. І. С. Руденко ; зав. ред. В. В. Радченко ; відп. ред. О. В. Вакуленко. — К. : ДНВП «Картографія», 2005. — 336 с. — ISBN 9666315467.
- Атлас. 7 клас. Географія материків і океанів / Укладачі О. Я. Скуратович, Н. І. Чанцева. — К. : ДНВП «Картографія», 2014.
- Африка // Гірничий енциклопедичний словник : [у 3-х тт.] / за ред. В. С. Білецького. — Д. : Східний видавничий дім, 2004. — Т. 3. — 752 с. — ISBN 966-7804-78-X.
- Барановська О. В. Фізична географія материків і океанів : навч. посіб. для студентів ВНЗ : [у 2 ч.]. — Н. : Ніжинський державний університет ім. Миколи Гоголя, 2013. — 306 с. — ISBN 978-617-527-106-3.
- Бєлозоров С. Т. Африка : фізико-географічний нарис. — вид. 2-ге, перероб. і доп. — К. : Радянська школа, 1957. — 232 с.
- Геологія материків і океанів / За ред. В. Г. Крочака. — Львів : ЛНУ ім. Івана Франка, 2012. — 392 с.
- Гілецький Й. Р. Природні ресурси світу : Навч. посібник. — Львів : Світ, 2004. — 304 с. — ISBN 966-603-307-0
- Гожик П. Ф., Лялько В. І., Бабаєв Ю. Ю. Регіональна геологія світу. — К. : Наук. думка, 2015. — 424 с.
- Костів Л. Я. Фізична географія материків і океанів. Африка : навч.-метод. посібник. — Л. : Видавничий центр ЛНУ імені Івана Франка, 2017. — 184 с. — ISBN 978-617-10-0374-3.
- Маринич О. М., Шищенко П. Г., Пащенко В. І. Фізична географія світу : Підручник.  — К. : Вища школа, 2002. — 463 с. — ISBN 966-642-018-4
- Палієнко В. І., Шищенко П. Г., Бойко В. М. Фізична географія світу : Навч. посібник. — К. : КНУ ім.  Т. Шевченка, 2016. — 246 с. — ISBN 978-966-439-918-1
- Панасенко Б. Д. Фізична географія материків : навч. посіб. : в 2 ч. — В. : ЕкоБізнесЦентр, 1999. — 200 с.
- Пащенко В. І. Географія світового господарства : Навч. посібник. — К. : Видавничий центр КНУ, 2014. — 312 с. — ISBN 978-966-439-744-6
- Фізична географія материків та океанів : Підручник у 2-х т. / Ред. П. Г. Шищенко. — К. : Київський університет, 2020. — Т. 2. Африка, Америка, Австралія, Антарктида, Океани. — 470 с. — ISBN 978-966-439-989-8
- Юрківський В. М. Регіональна економічна і соціальна географія. Зарубіжні країни: Підручник. — 2-ге. — К. : Либідь, 2001. — 416 с. — ISBN 966-06-0092-5.

### Англійською
- (англ.) Graham Bateman. The Encyclopedia of World Geography. — Andromeda, 2002. — 288 с. — ISBN 1871869587.

### Російською
- (рос.) Авакян А. Б., Салтанкин В. П., Шарапов В. А. Водохранилища. — М. : Мысль, 1987. — 326 с. — (Природа мира)
- (рос.) Алисов Б. П., Берлин И. А., Михель В. М. Курс климатологии [в 3-х тт.] / под. ред. Е. С. Рубинштейна. — Л. : Гидрометиздат, 1954. — Т. 3. Климаты земного шара. — 320 с.
- (рос.) Апродов В. А. Вулканы. — М. : Мысль, 1982. — 368 с. — (Природа мира)
- (рос.) Апродов В. А. Зоны землетрясений. — М. : Мысль, 2010. — 462 с. — (Природа мира) — ISBN 978-5-244-01122-7.
- (рос.) Уганда // Африка: энциклопедический справочник [в 2-х тт.] / гл. ред. А. А. Громыко. — М. : Советская энциклопедия, 1986. — Т. 2. К-Я. — 671 с.
- (рос.) Браун Л. Африка. — М. : Прогресс, 1976. — 288 с. — (Континенты, на которых мы живем)
- (рос.) Букштынов А. Д., Грошев Б. И., Крылов Г. В. Леса. — М. : Мысль, 1981. — 316 с. — (Природа мира)
- (рос.) Власова Т. В. Физическая география материков. С прилегающими частями океанов. Южная Америка, Африка, Австралия и Океания, Антарктида. — 4-е, перераб. — М. : Просвещение, 1986. — 269 с.
- (рос.) Гвоздецкий Н. А., Голубчиков Ю. Н. Горы. — М. : Мысль, 1987. — 400 с. — (Природа мира)
- (рос.) Гвоздецкий Н. А. Карст. — М. : Мысль, 1981. — 214 с. — (Природа мира)
- (рос.) Географический энциклопедический словарь: географические названия / под. ред. А. Ф. Трёшникова. — 2-е изд., доп. — М. : Советская энциклопедия, 1989. — 585 с. — ISBN 5-85270-057-6.
- (рос.) Исаченко А. Г., Шляпников А. А. Ландшафты. — М. : Мысль, 1989. — 504 с. — (Природа мира) — ISBN 5-244-00177-9.
- (рос.) Словарь современных географических названий / под общей редакцией акад. В. М. Котлякова. — Екатеринбург : У-Фактория, 2006.
- (рос.) Литвин В. М., Лымарев В. И. Острова. — М. : Мысль, 2010. — 288 с. — (Природа мира) — ISBN 978-5-244-01129-6.
- (рос.) Лобова Е. В., Хабаров А. В. Почвы. — М. : Мысль, 1983. — 304 с. — (Природа мира)
- (рос.) Максаковский В. П. Географическая картина мира. Книга I: Общая характеристика мира. — М. : Дрофа, 2008. — 495 с. — ISBN 978-5-358-05275-8.
- (рос.) Максаковский В. П. Географическая картина мира. Книга II: Региональная характеристика мира. — М. : Дрофа, 2009. — 480 с. — ISBN 978-5-358-06280-1.
- (рос.) Поспелов Е. М. Географические названия мира: Топонимический словарь. — М. : АСТ, 2005.
- (рос.) Уганда // Страны Африки. Политико-экономический справочник / ред. В. Солодовников, В. Румянцев. — М. : Издательство политической литературы, 1969. — 318 с.
- (рос.) Физико-географический атлас мира. — М. : Академия наук СССР и Главное управление геодезии и картографии ГУГК СССР, 1964. — 298 с.
- (рос.) Энциклопедия стран мира / глав. ред. Н. А. Симония. — М. : НПО «Экономика» РАН, отделение общественных наук, 2004. — 1319 с. — ISBN 5-282-02318-0.